# Concours international de harpe Lily-Laskine
Le Concours international de harpe Lily Laskine est un concours de musique classique consacré à la harpe et tenu en mémoire de la harpiste française Lily Laskine.
Le concours est créé à Paris en 1993, l'année du centenaire de naissance de Lily Laskine et se tient tous les trois ans.

## Premiers prix
| Année | Lauréat              | Nationalité      |
| ----- | -------------------- | ---------------- |
| 1993  | Christine Icart      | France           |
| 1996  | Tatiana Oskolkova    | Russie           |
| 1999  | Catrin Finch         | Royaume-Uni      |
| 2002  | Jane Yoon            | Corée/États-Unis |
| 2005  | Anneleen Lenaerts    | Belgique         |
| 2008  | non attribué         |                  |
| 2011  | Ruriko Yamamiya (ja) | Japon            |
| 2014  | non attribué         |                  |